# Araneus fengshanensis
Araneus fengshanensis este o specie de păianjeni din genul Araneus, familia Araneidae, descrisă de Zhu și Song, 1994. Conform Catalogue of Life specia Araneus fengshanensis nu are subspecii cunoscute.